# Les Savy Fav
Les Savy Fav (pronunciado lay-SAH-vee-FAHV) es una banda de post-hardcore/post-punk revival originalmente de Providence, Rhode Island y actualmente residiendo en Nueva York, Nueva York. Su estilo es una mezcla entre art rock y post-hardcore. El grupo es conocido por los espectáculos que da el cantante, Tim Harrington, durante sus directos.

## Biografía
El grupo se formó en 1995 cuando se conocieron en la Rhode Island School of Design de Providence, Rhode Island. Sus directos son especialmente animados e interesantes gracias a las bromas que gasta el cantante, como dar múltiples besos al público o ponerse varios disfraces extravagantes durante un mismo concierto. El resto de grupo continúa tocando como si nada raro estuviese pasando.
El primer guitarrista, Gibb Slife, dejó el grupo poco después de crearse. Y el batería Mahoney fue reemplazado por Harrison Haynes.
La banda tuvo un parón a mediados de 2005 que fue interpretado como el fin del grupo, pero Harrington confirmó que Les Savy Fav volverían en breve , y en verdad así lo hicieron cuando tocaron en el festival británico All Tomorrow's Parties en mayo de 2007. En noviembre de 2006 entraron en el estudio para grabar su cuarto álbum, Let's Stay Friends, que fue puesto a la venta el 18 de septiembre de 2007. Andrew Reuland se unió en 2006 como segundo guitarrista.. El 31 de enero de 2008 tocaron en el Late Night with Conan O'Brien. Su canción "Hold Onto Your Genre" fue incluida en la banda sonora de MLB 2K7, así como en los anuncios de un videojuego.
El bajista, Syd Butler, es el propietario del sello discográfico de la banda, French Kiss Records. Seth Jabour es también conocido por su trabajo como diseñador gráfico. Y el batería Pat Mahoney toca actualmente en LCD Soundsystem.
La banda británica Jetplane Landing pusieron de nombre a una canción de su último álbum, Backlash Cop, "Why Do They Never Play Les Savy Fav On The Radio?" (¿Por qué nunca ponen a Les Savy Fav en la radio?)

## Estilo
Al principio su música era una inquietante mezcla de noise rock y el hardcore de Fugazi. Más tarde, pasaron a un estilo más digerible para poner en la radio parecido al de bandas como Bloc Party y Enon. Algunos miembros de esta última banda han contribuido en la composición de canciones del grupo.

## Discografía

### Álbumes
- 3/5 (1997, Self-Starter Foundation)
- The Cat And The Cobra (1999, French Kiss Records/Self-Starter Foundation)
- Go Forth (2001, French Kiss Records)
- Let's Stay Friends (2007, French Kiss Records)
- Root For Ruin (2010, Frenchkiss Records)[1]
- Oui, LSF (2024, Frenchkiss Records)

### EP
- Rome (written upside down) EP, (2000, Southern)

### Álbumes en directo
- After the Balls Drop, (2008, Frenchkiss) (lanzado únicamente como descarga digital)

### Recopilaciones
- Repopulation Program, Les Savy Fav aparecieron con Raise Buildings. (1996, Load Records)
- This Is Next Year: A Brooklyn-Based Compilation, Les Savy Fav aparecieron con No Sleeves. (2001, Arena Rock Recording Co.)
- Inches, recopilación de singles desde 1995 hasta 2004 (2004, Frenchkiss - relanzado en 2008 por Wichita Recordings)
- Warm & Scratchy, Les Savy Fav aparecieron con The Equestrian. (2007, Adult Swim)

### Singles
- SubPop7, Sub Pop, 1997
- 7 por DeSoto Records
- Split Single, junto a The Apes y The Mars Volta; Les Savy Fav aparecieron con Four Divided by One (2002, Southern Records)
- Accidental Deaths, aparecen Hit by Car y Hit by Train (2006, Rococo Records)
- Plagues & Snakes; Australian Tour EP, aparecen Raging in the Plague Age y Wake Up a Snake (2006, PopFrenzy Records)
- What Would Wolves Do?, aparecen What Would Wolves Do? y The Year Before The Year 2000 (2007, Wichita Records)
- Patty Lee, aparecen Patty Lee y The Sweat Descends (2008, Wichita Records)

### Entrevistas
- Tim Harrington habla sobre su teatrera personalidad